# Ďanová
Ďanová és un poble i municipi d'Eslovàquia que es troba a la regió de Žilina, al centre-nord del país.

## Demografia
| Godina             | 1994 | 2004   | 2014    | 2024   |
| ------------------ | ---- | ------ | ------- | ------ |
| Nombre de persones | 474  | 488    | 559     | 554    |
| Diferència         |      | +2,95% | +14,54% | −0,89% |

| Godina             | 2023 | 2024   |
| ------------------ | ---- | ------ |
| Nombre de persones | 562  | 554    |
| Diferència         |      | −1,42% |